# Lugar Histórico Nacional del Nacimiento de Theodore Roosevelt
El Lugar Histórico Nacional del Nacimiento de Theodore Roosevelt (en inglés: Theodore Roosevelt Birthplace National Historic Site) es un sitio histórico ubicado en Nueva York, en el estado de Nueva York, Estados Unidos. El sitio histórico nacional se encuentra inscrito como un Sitio Histórico Nacional en el Registro Nacional de Lugares Históricos desde el 15 de octubre de 1966. Theodate Pope Riddle fue la arquitecta de la casa.

## Historia

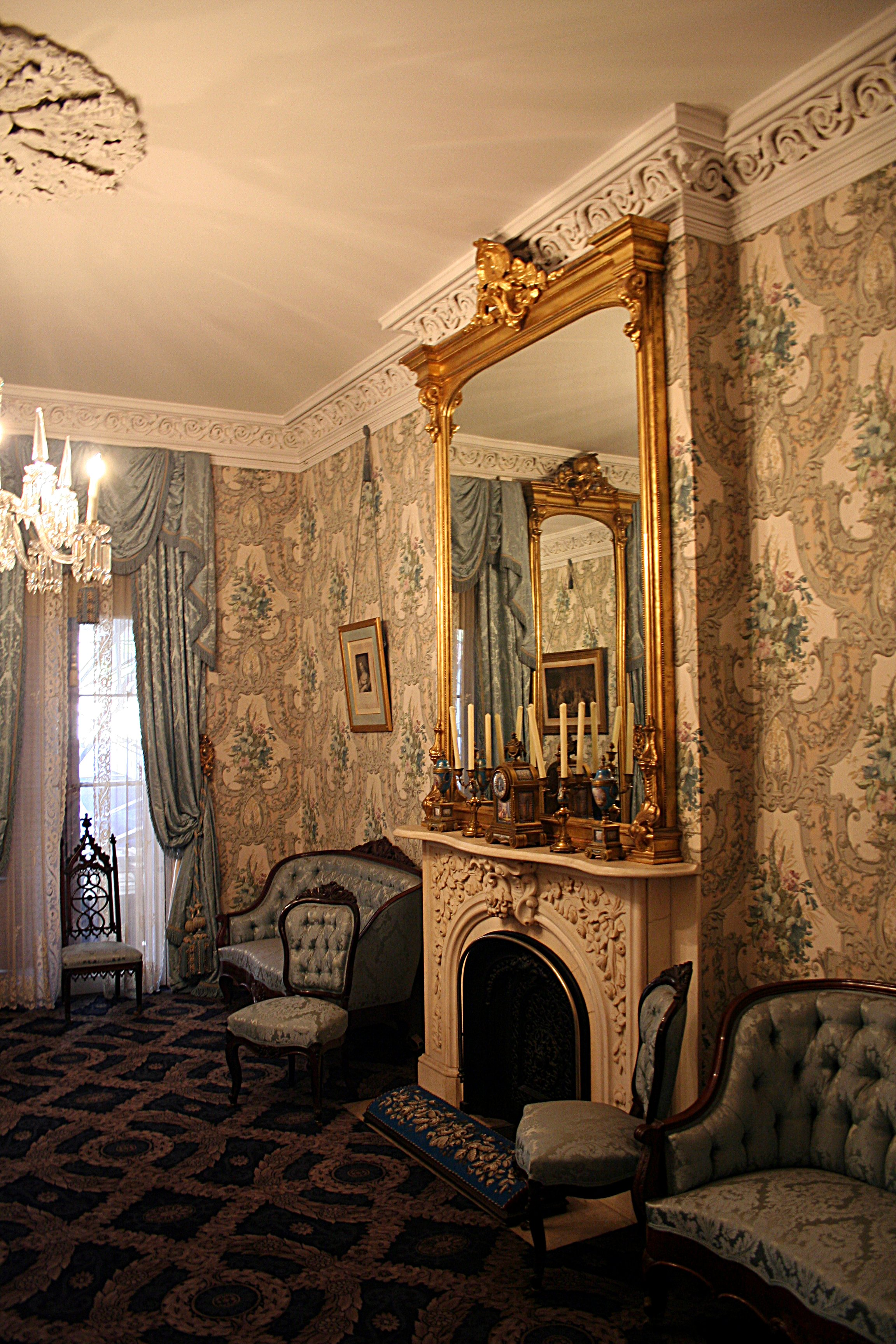
Sitting room

La casa que se encontraba originalmente en el sitio pero fue construido en 1848, y fue comprada por los Roosevelt en 1854. Theodore Roosevelt nació allí el 27 de octubre de 1858, y vivió en la casa con su familia hasta 1872, cuando el barrio comenzó a ser más comercial, y la familia se trasladó a la calle 57 Oeste.
El edificio original fue demolido en 1916, pero el lote fue adquirido y la casa fue reconstruida en 1919 por la Asociación Memorial de Mujeres Roosevelt, que finalmente se fusionó con la Asociación Memorial Roosevelt en 1953 para formar la Asociación Theodore Asociación Roosevelt. La arquitecta estadounidense Theodate Pope Riddle se le dio la tarea de reconstruir una réplica de la casa, así como el diseño del museo, situado al lado, que sirve para completar el sitio. La casa de al lado en el N.º 26, era una réplica gemela a la de Roosevelt, por lo que se utilizó como modelo, y algunos elementos arquitectónicos que se incorporaron a la replica. La casa vecina fue demolida para hacer espacio para el museo.  La restauración recrea la casa como lo fue en 1865.
La casa fue dedicada de nuevo en 1923 y fue renovada posteriormente con muchos muebles de la casa original de la viuda del presidente, Edith, y sus dos hermanas. La viuda y las hermanas también suministraron información acerca de la apariencia del interior durante la residencia de Roosevelt. En la actualidad sirve como un museo dedicado a la vida y las contribuciones del 26.º presidente de los Estados Unidos. No hay cobro de entrada a la casa o el museo.
La Asociación Theodore Roosevelt donó el lugar de nacimiento al Servicio de Parques Nacionales en 1963, y fue inscrita en el Registro Nacional de Lugares Históricos el 15 de octubre de 1966.